# Zwackhia
Zwackhia is een geslacht van schimmels in de familie Lecanographaceae. De typesoort is Zwackhia involuta. Later is deze soort hernoemd naar Zwackhia viridis.

## Soorten
Volgens Index Fungorum bevat het geslacht zes soorten (peildatum maart 2023):
| Soortnaam                                   | Auteur(s)                | Publicatiejaar |
| ------------------------------------------- | ------------------------ | -------------- |
| Zwackhia bonplandii                         | (Fée) Ertz               | 2012           |
| Zwackhia circumducta                        | (Nyl.) Ertz              | 2012           |
| Zwackhia prosodea                           | (Afzel.) Ertz            | 2012           |
| Zwackhia robusta                            | (Vain.) Ertz             | 2012           |
| Zwackhia sorediifera (Soredieus schriftmos) | (P. James) Ertz          | 2012           |
| Zwackhia viridis (Okerbruin schriftmos)     | (Ach.) Poetsch & Schied. | 1872           |